# Litovoi tholocephalos
Litovoi tholocephalos — викопний вид багатогорбкозубих ссавців родини Kogaionidae, що існував у кінці крейдового періоду.

## Історія відкриття
Рештки ссавця знайдені у 2014 році в Румунії, територія якої у кінці крейди була островом Хацег. Збереглися велика частина черепа, хребці, ребра, кістки кінцівок і тазу. Рештки вивчали палеонтологи під керівництвом Золтана Цсікі-Сави (Zoltán Csiki-Sava) з Бухарестського університету. У 2018 році дослідники назвали новий рід і вид Litovoi tholocephalos, в честь волоського воєначальника XIII століття Літовоя. Видова назва відображає форму черепа тварини, в перекладі з грецького tholocephalos — куполоподібна голова.

## Анатомія
Вид зовні був схожим на інших багатогорбкозубих. Проте співвідношення розмірів мозку до розмірів тіла було меншим (навіть меншим ніж у предків ссавців — цинодонтів. Вважається, що це пов'язано з острівною ізоляцією виду та відсутністю хижаків. Хоча вид зберіг великі нюхові цибулини та мозочок, що вказує на нічний спосіб життя та рухливість. Він важив близько 160 г.